# Walter Arencibia
Pour les articles homonymes, voir Arencibia.
Walter Arencibia est un grand maître cubain du jeu d'échecs né le 21 juillet 1967 à Holguín.

## Carrière aux échecs
En 1986, il remporte le Championnat du monde d'échecs junior. Arencibia a défendu les couleurs de son pays aux Olympiades d'échecs en 1986, 1990, 1994, 1996, 1998, 2000, 2002, 2004 et 2006. Il a remporté le championnat national à deux reprises, en 1986 et 1990. Il remporte également le championnat jeunesse cubaine en 1995 et le championnat du Canada Open en 2006.
Voici quelques autres exemples: 2e à Medellín 1987 ; 3e à Bayamo 1990 ; 1er à La Havane 1993 ; 1er à Andorre 1995 ; 2e à Cienfuegos 1996 ; 1er à Terrassa 1998 ; = 2e à San Salvador 1998 ; = 2e à Mérida 1999 ; 2e à Santa Clara 2000 ; 2e à Varadero 2000 ; = 1er à Toronto 2002 ; = 2e à Guelph 2002 ; = 2e à Montréal 2004 ; 1er à Guayaquil 2005 ; = 1er à Santa Clara 2007.

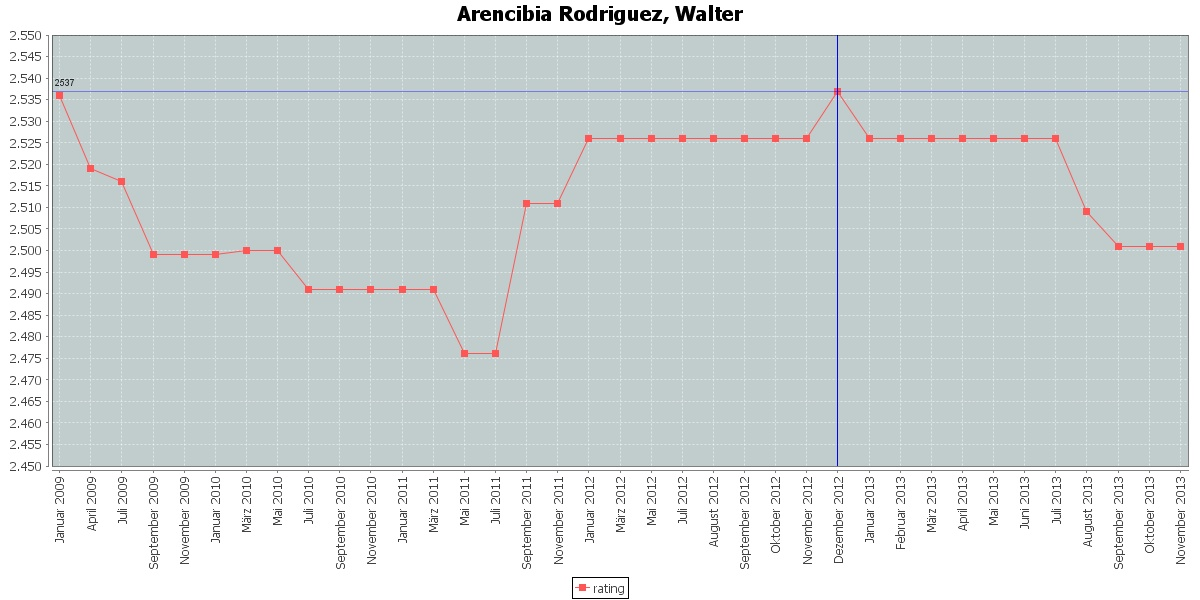
Classements Elo de Arencibia.

Au 1er septembre 2009, son classement Elo est de 2 573.